# Julie Bourges
Pour les articles homonymes, voir Bourges (homonymie).
Julie Bourges, connue également sous le pseudonyme Douze Février, née le 11 novembre 1996, est une influenceuse française, qui partage son expérience de grande brûlée à la suite d'un accident.

## Biographie

### Enfance
Plus jeune, elle est gymnaste de haut niveau,.

### Accident
À l'âge de 16 ans, le 12 février 2013, son déguisement de mouton pour le carnaval de son lycée à Cagnes-sur-Mer prend feu, la laissant brûlée au troisième degré sur presque 40 % du corps. Elle est plongée pendant 3 mois dans un coma artificiel et subit plusieurs opérations,. À son réveil, elle a perdu 15 kilos et découvre qu'elle est chauve, les médecins ayant dû lui raser le crâne pour faire des prélèvements et réaliser des greffes sur le reste du corps. En 2015, elle crée un compte Instagram pour raconter son histoire et aider à sa reconstruction. Elle y prend le pseudonyme Douze Février, en référence à la date de son accident. Elle y partage régulièrement des messages body positive et se bat contre les préjugés en particulier sur les grands brûlés.

### Carrière
Elle est ambassadrice de l'association Burns & Smiles et égérie de marques comme Dove, Yves Rocher, Diesel et Always.

## Publications
- 100 pensées positives, inspirantes et motivantes, éditions Amphora,  (ISBN 978-2757604502), 2020